# 유은총
유은총(1993년 ~ )은 포스코에너지의 소속 탁구선수다. 2015.9월 태국 파타야에서 열린 아시아선수권대회 단체 동메달을 획득하였다.